# 宝物/イツワリ
「宝物/イツワリ」（たからもの/イツワリ）は、LoVendoЯの2枚目のシングル。2016年2月24日にzetimaから発売された。

## 概要
初回生産限定盤（DVD付属）、通常盤A、通常盤Bの3形態で発売。通常盤にはボーナストラックとして、メンバー制作の楽曲をそれぞれ収録。
新曲の制作に際し、メンバーによる作詞を前提にデモ曲が数曲用意された。田中れいなは作詞に興味はなかったが、制作への参加をマネージャーに相談したところ、その日が楽曲の締切日だったため、移動時間の2時間の中で仕上げたのが「宝物」だといい、田中の実話が基となっている。田中の友人がサプライズで行った田中の誕生日会に対する喜びと感謝の気持ちが歌詞として綴られており、こうした曲をライブで披露することで友人にお返しができると思い、バラード調のデモ曲がなかったため、友人にだけ聴かせようと鼻歌で作っていたところ、スタッフからの提案によって制作された魚住有希のデモ曲がきたという。「支え合おう愛し合おう」という詞は、友人との共通の掛け声のようなもので、いつも”支え合おう！”と円陣を組んでお互いを深め合っていることから、絶対に入れたかったという。「イツワリ」は、「宝物」が和やかな雰囲気なのに対し、強めにすることを意識し、複雑で純粋でない恋愛を想像しながら歌詞を書いたという。
「カレーライス」は、曲をもらった時に岡田万里奈は、ヴァンパイアのような曲調から怪しい歌詞をイメージしたという。当初はおとぎ話の悪役と悪い女を重ねて、その人の寂しさなどを書いていたが、段々と不倫が合うと思い始め、身近にあるものから連想できる不倫の寂しさを書いたという。また、楽曲について魚住は、「ダンスを入れやすいようにギターソロ前をハーフテンポにしたり、曲の中でヴォーカルがどう見えるかを意識した。シーケンスが多いため、ギターもヴォーカル同様にハモれるようフレーズを変えたりもした」と語っている。
「YELL〜あなたに贈る〜」は、「ライブの一番最後に盛り上がれる曲が欲しい」とメンバーが話をしていた時に、モーニング娘。の「みかん」のような曲がいい、という意見が出たことがきっかけとなり楽曲ができたという。歌詞は、ライブの最後にファンと一体になることを考えて制作され、田中は、「歌詞はファン全体に向けているが、ひとりずつに向けて歌っているように思ってもらうことも意識した」と語っている。

## 収録曲

### 初回生産限定盤
CD
1. 宝物
作詞：田中れいな　作曲：魚住有希　編曲：宮永治郎
2. イツワリ
作詞：田中れいな　作曲：鈴木盛広　編曲：宮永治郎
3. 宝物(Instrumental)
4. イツワリ(Instrumental)

DVD
1. 宝物(Music Video)
2. イツワリ(Music Video)

### 通常盤A
1. 宝物
2. イツワリ
3. カレーライス
作詞：岡田万里奈　作曲・編曲：魚住有希
4. 宝物(Instrumental)
5. イツワリ(Instrumental)

### 通常盤B
1. 宝物
2. イツワリ
3. YELL〜あなたに贈る〜
作詞：田中れいな　作曲：宮澤茉凜　編曲：宮永治郎、宮澤茉凜
4. 宝物(Instrumental)
5. イツワリ(Instrumental)

## タイアップ
- 『COUNT DOWN TV』（TBSテレビ系列） 2016年3月度エンディングテーマ（2016年3月5日 - 26日）

## イベント
ミニライブ&握手会
2016年1月31日：タワーレコード横浜ビブレ店（神奈川）、2月5日：タワーレコード錦糸町店（東京）、6日：お台場ヴィーナスフォート（東京）、13日：広島駅南口地下広場（広島）、20日：名古屋近鉄パッセ屋上（愛知）、21日：あべのキューズモール（大阪）、25日：モリタウン MOVIX前ガーデンステージ（東京）、28日：たまプラーザテラス（神奈川）
トーク&特典会
2016年2月4日：タワーレコード仙台パルコ店（宮城）、7日：タワーレコード渋谷店4F（東京）、19日：タワーレコード近鉄パッセ店（愛知）、22日：タワーレコード梅田NU茶屋町店（大阪）
ミニライブ&特典会
2016年2月23日：HMVエソラ池袋（東京）、24日：お台場ヴィーナスフォート（東京）、26日：タワーレコード錦糸町店（東京）
その他
2016年2月21日：タワーレコードあべのHoop店（大阪）、27日：タワーレコード池袋店（東京）、28日：タワーレコード新宿店（東京）
個別握手会/グループサイン会/グループチェキ会
2016年3月6日：大阪南港ATC O's棟 北館4F特設会場、12日・27日：ベルサール西新宿
アコースティックライブ
2016年5月3日：表参道GROUND